# Gonzalo Castillo
Gonzalo Castillo Terrero (Barahona, Provincia de Barahona; 20 de noviembre de 1960), es un empresario y político dominicano. Fue ministro de Obras Públicas y Comunicaciones desde 2012 hasta 2019. En julio de ese mismo año se presentó como precandidato a la presidencia de la República Dominicana, y posteriormente la candidatura por el Partido de la Liberación Dominicana para Elecciones generales de la República Dominicana de 2020.

## Biografía
Gonzalo es el segundo de cinco hermanos del matrimonio de Miriam Terrero Samboy, oriunda de la región de Enriquillo, y Gonzalo Castillo Peña, oriundo de Baní. Realizó sus estudios primarios en el colegio Divina Pastora de Barahona, y posteriormente se trasladó a San Cristóbal a realizar los secundarios en el Instituto Politécnico Loyola. Allí obtuvo el título de Perito En Electrónica Industrial en el año 1980. Más tarde cursó estudios en Quebec, Canadá.[cita requerida] En su trayectoria en los negocios, Castillo Terrero funda su primera empresa en diciembre de 1983, dedicada a la venta de equipos de tecnología. En 1992 fundó Helidosa Aviation Group, empresa con servicios de Aeroambulancia con aviones y Helicópteros, radicada en la República Dominicana. En la actualidad es la mayor firma de aviación dominicana. Está casado desde 1984 con Silvia López, con quien ha procreado tres hijos: Gonzalo Alexander, Mónica y Silvia Aimée 
Trayectoria política
Se inició en la política en el Partido de la Liberación Dominicana (PLD), desde sus 18 años en 1979. En el 2001 fue elegido miembro del Comité Central de la organización política.

## Ministro de Obras Públicas (2012-2019)
El 16 de agosto del año 2012, con el decreto 454-12, fue juramentado en el Gabinete del Presidente de la República Danilo Medina como Ministro de Obras Públicas y Comunicaciones (MOPC). Durante su gestión se instituyó el servicio de Asistencia Vial, a través de la denominada Comisión Militar y Policial del Ministerio de Obras Públicas, en la mayoría de las carreteras y autopistas del país.
Además, instituyó el Fideicomiso RD Vial para la gestión y manejo de los peajes de las autopistas y carreteras de la República Dominicana. Es el primer fideicomiso público creado por el Estado Dominicano, a través del Contrato de Fideicomiso en 2013, entre el Ministerio de Obras Públicas y Comunicaciones (MOPC) y Fiduciaria Reservas, S.A., ratificado mediante Resolución número 156-13 emitida por el Congreso Nacional.

## Nominación presidencial
Después de fracasar en su intento por impulsar una reforma constitucional para habilitar al Presidente Danilo Medina para intentar un tercer período consecutivo, y de haber afirmado en múltiples ocasiones que no competiría por la nominación presidencial, el 30 de julio del año 2019 Gonzalo Castillo anunció su intención de presentarse en las primarias del PLD.  Inmediatamente informó que su jefe de campaña sería el vicepresidente ejecutivo de la CDEEE y también miembro del Partido de la Liberación Dominicana Rubén Bichara.
El 10 de agosto el Comité Central del Partido de la Liberación Dominicana lo seleccionó junto a 10 precandidatos más para competir por la candidatura presidencial en las primarias que celebrarían el 6 de octubre. Los precandidatos fueron: Leonel Fernández, Francisco Domínguez Brito, Reinaldo Pared Pérez, Temístocles Montás, Gonzalo Castillo, Carlos Amarante Baret, Andrés Navarro García, Maritza Hernández, Manuel Crespo, Radhamés Segura y Melanio Paredes. Los 8 precandidatos afines al Presidente Danilo Medina, dentro de los que se encuentra Castillo, acordaron hacer encuestas simultáneas durante la primera semana del mes de septiembre para decidir, según la preferencia del electorado, cuál enfrentaría internamente a Fernández el 6 de octubre en las primarias abiertas y simultáneas con el apoyo de los demás.
A un mes de su lanzamiento a la búsqueda de la nominación presidencial por el PLD, con una agresiva campaña publicitaria por radio y televisión, se logró posicionar en los primeros lugares de la preferencia detrás de los punteros, Leonel Fernández y Francisco Domínguez Brito. Su discurso estuvo orientado ser identificado como el continuador de la obra del presidente Danilo Medina.
Citando inconformidad con la forma en que Gonzalo Castillo irrumpió en la escena política y alegando el uso abusivo de recursos del Estado en su favor, renunciaron Carlos Amarante Baret y el Secretario General del PLD Reinaldo Pared Pérez, el 28 de agosto y el 1 de septiembre respectivamente. Además, fueron duros críticos de su falta de experiencia política y ausencia de propuestas concretas para atender los problemas nacionales.
El 7 de septiembre se convirtió en el precandidato unitario de los seguidores del presidente Danilo Medina al resultar como favorito en tres (3), y empatar en primer lugar en una (1), de las cuatro (4) encuestas realizadas. 

## Solicitudes de Interpelación
El 14 de marzo de 2017, el diputado Wellington Arnaud pidió al Congreso de la República, la interpelación al ministro de Obras Públicas y Comunicaciones, Gonzalo Castillo, por el Caso Odebrecht, para que explique la ejecución de los contratos realizados con la constructora brasileña. Aseguró que en varias obras no hay constancia de aprobación de los fondos sin embargo no presentó pruebas ni acusaciones ante el Ministerio Público.
El 23 de julio de 2019 el congresista Fidelio Despradel también solicitó una interpelación a Gonzalo Castillo, para que explicara su participación en 6 obras en las cuales Odebrecht había realizado desembolsos irregulares a través de su departamento de sobornos. Estas obras  son: Miches-Sabana de La Mar, la ampliación de la carretera San Pedro de Macorís, Boulevard Turístico del Este, la autopista Coral, la Ecovía de Santiago y la carretera Cibao-Sur. Según el proyecto de resolución que se había depositado en la Cámara de Diputados, Gonzalo Castillo realizó adendum considerables que aumentaron el costo final de la obra para favorecer a la constructora de 2013 a 2017.
En junio del 2019, el Consorcio Internacional de Periodistas de Investigación reveló, a través de la revista Época de Brasil, que Odebrecht pagó en sobornos US$39 millones al ministro de obras públicas Gonzalo Castillo, así como al vicepresidente de la Corporación Dominicana de Empresas Eléctricas Estatales (CDEEE), Rubén Bichara, para la construcción de la Termoeléctrica Punta Catalina.

## Operación Calamar
El 19 de marzo de 2023 fue arrestado junto a otros exfuncionarios públicos con ocasión a una investigación iniciada por la Procuraduría Especializada en Persecución de la Corrupción Administrativa de la República Dominicana, acusándolo de un alegado desfalco contra el Estado dominicano valorado en más de 17 mil millones de pesos dominicanos. Actualmente se encuentra guardando arresto domiciliario en lo que transcurre el proceso judicial en su contra.